# Suzuki GSX 600F
La Suzuki GSX 600F è una motocicletta sportiva con impostazione turistica prodotta dalla casa motociclistica giapponese Suzuki dal 1988 al 2006.

## Descrizione e storia

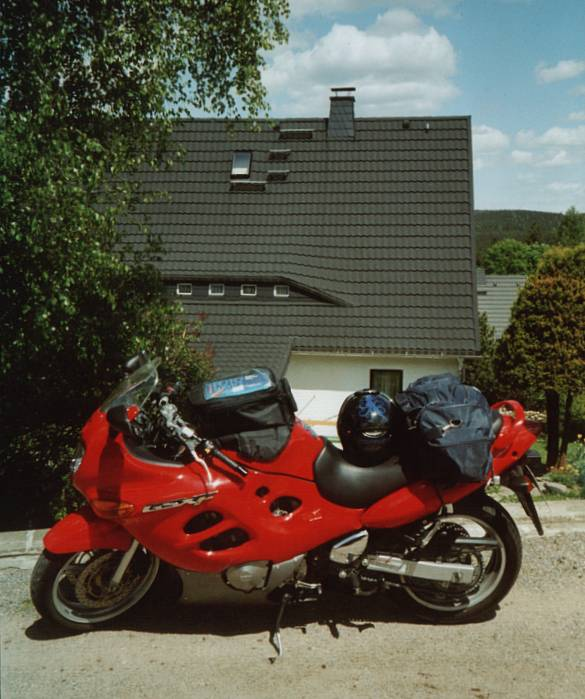

Presentata nel 1988 e chiamata in alcuni mercati cime quello statunitense come Katana GSX600F o Katana 600, la moto si caratterizza per montare un motore a quattro cilindri in linea a quattro tempi con raffreddamento ad aria e olio avente doppio albero a camme in testa che comandano 16 valvole (4 per cilindro) e sistema d'alimentazione a carburatori  dalla cilindrata totale di 599 cm³  Il cambio è a 6 marce con trasmissione finale a catena. Il telaio è a doppia trave in acciaio. Il sistema sospensivo si compone di una forcella telescopica all'avantreno, mentre al posteriore c'è un forcellone con mono ammortizzatore.
Il motore era derivato dal propulsore della coeva Suzuki GSX-R 750. La leva dello starter era attaccata direttamente al carburatore sul modello del 1988; l'anno successivo la leva venne spostata sul manubrio. Nell stesso anno, i silenziatori furono sostituiti con altri in acciaio inossidabile e la forcella e il mono ammortizzatore vennero resi regolabili. Inoltre furono introdotti dischi freno flottanti, cerchi a tre razze più larghi. Nel 1990 arrivarono dei carburatori modificati.

## Caratteristiche tecniche
| Caratteristiche tecniche - Suzuki GSX 600F                        | Caratteristiche tecniche - Suzuki GSX 600F                                                               | Caratteristiche tecniche - Suzuki GSX 600F                                                               | Caratteristiche tecniche - Suzuki GSX 600F                                                               | Caratteristiche tecniche - Suzuki GSX 600F                                                               | Caratteristiche tecniche - Suzuki GSX 600F                                                               |
| ----------------------------------------------------------------- | --- | --- | --- | --- | --- |
|                                                                   | | | | | |
| Dimensioni e pesi                                                 | | | | | |
| Meccanica                                                         | | | | | |
| Tipo motore: quattro cilindri in linea quattro tempi frontemarcia | Tipo motore: quattro cilindri in linea quattro tempi frontemarcia                                        | Tipo motore: quattro cilindri in linea quattro tempi frontemarcia                                        | Tipo motore: quattro cilindri in linea quattro tempi frontemarcia                                        | Raffreddamento: aria                                                                                     | Raffreddamento: aria                                                                                     |
| Distribuzione: bialbero a quattro valvole per cilindro            | Distribuzione: bialbero a quattro valvole per cilindro                                                   | Distribuzione: bialbero a quattro valvole per cilindro                                                   | Alimentazione:                                                                                           | Alimentazione:                                                                                           | Alimentazione:                                                                                           |
| Frizione: multidisco in bagno d'olio a comando idraulico          | Frizione: multidisco in bagno d'olio a comando idraulico                                                 | Frizione: multidisco in bagno d'olio a comando idraulico                                                 | Cambio: 6 marce a pedale, ingranaggi sempre in presa                                                     | Cambio: 6 marce a pedale, ingranaggi sempre in presa                                                     | Cambio: 6 marce a pedale, ingranaggi sempre in presa                                                     |
| Accensione                                                        | elettronica                                                                                              | elettronica                                                                                              | elettronica                                                                                              | elettronica                                                                                              | elettronica                                                                                              |
| Trasmissione                                                      | primaria a ingranaggi a denti dritti; secondaria a catena                                                | primaria a ingranaggi a denti dritti; secondaria a catena                                                | primaria a ingranaggi a denti dritti; secondaria a catena                                                | primaria a ingranaggi a denti dritti; secondaria a catena                                                | primaria a ingranaggi a denti dritti; secondaria a catena                                                |
| Avviamento                                                        | elettrico                                                                                                | elettrico                                                                                                | elettrico                                                                                                | elettrico                                                                                                | elettrico                                                                                                |
| Ciclistica                                                        | | | | | |
| Telaio                                                            | doppia culla                                                                                             | doppia culla                                                                                             | doppia culla                                                                                             | doppia culla                                                                                             | doppia culla                                                                                             |
| Sospensioni                                                       | Anteriore: forcella teleidraulica / Posteriore: forcellone oscillante e monoammortizzatore teleidraulico | Anteriore: forcella teleidraulica / Posteriore: forcellone oscillante e monoammortizzatore teleidraulico | Anteriore: forcella teleidraulica / Posteriore: forcellone oscillante e monoammortizzatore teleidraulico | Anteriore: forcella teleidraulica / Posteriore: forcellone oscillante e monoammortizzatore teleidraulico | Anteriore: forcella teleidraulica / Posteriore: forcellone oscillante e monoammortizzatore teleidraulico |
| Freni                                                             | Anteriore: doppio disco                                                                                  | Anteriore: doppio disco                                                                                  | Anteriore: doppio disco                                                                                  | Anteriore: doppio disco                                                                                  | Anteriore: doppio disco                                                                                  |
| Fonte dei dati:                                                   | | | | | |